# Temple de Campello sul Clitunno
Le temple de Campello sul Clitunno (en italien : Tempietto del Clitunno) est une petite église paléochrétienne qui se trouve le long des rives du Clitumne dans le hameau de Passignano, près de la ville de Campello sul Clitunno entre Spolète et Trevi en  Ombrie. En 2011, il est devenu un site du patrimoine mondial de l'UNESCO inscrite le 25 juin 2011 aux Les Lombards en Italie. Lieux de pouvoir (568-774 après J.-C.)  par l'UNESCO l'église fait partie des sept sites situés dans les villes de  Cividale del Friuli, Brescia, Castelseprio, Spolète, Campello sul Clitunno, Bénévent et Monte Sant'Angelo. La candidature, introduite en 2008, portait la dénomination « Italia Langobardorum. Centre de pouvoir et de culte (568-774 ap. J-C) ».

## Histoire
À l'origine l'endroit était occupé par un sanctuaire païen consacré au dieu du Clitumne construit le long de la Via Flaminia, la route menant de Rome à Ariminum (Rimini). L'édifice été décrit par Pline le Jeune dans son livre Epistulle VIII, 8: « À côté de cela [la rivière] se trouve un temple ancien et vénérable dans lequel se trouve le dieu de la rivière Clitumnus vêtu de la robe d'état habituelle, et ici, les oracles prophétiques témoignent suffisamment de la présence immédiate de cette divinité ». 
Lieu touristique populaire à l'époque romaine, il a attiré les citoyens et les empereurs romains venus consulter et à adorer les oracles du dieu de la rivière. Également mentionné dans l'œuvre  Virgile, les Géorgiques, livre II : « Ainsi, tes troupeaux blancs, Clitumnus et le taureau, les victimes les plus puissantes, qui ont baigné dans ton flux sacré, le triomphe des Romains aux temples des dieux ».
Les humanistes du XVIe siècle pensaient que le tempietto était le resultat d'une transformation d'un temple païen en une église chrétienne ancienne, dédiée à San Salvatore, probablement originaire du IVe siècle. Il a probablement été édifié en plusieurs étapes et construit au depart pour un usage chrétien, en utilisant des matériaux issus des nombreux mausolées et des villas romaines qui entouraient la rivière et le lac. Cela est confirmé sur la colonne corinthienne, les soulèvements de tympan avec une croix entourée de rouleaux de vigne et les inscriptions latines dans les chapiteaux carrés romains de ses frises.
SANCTUS DEUS APOSTOLORUM QUI FECIT REMISSIONEM

À l'intérieur, les murs arrière du tempietto comportent des traces de deux fresques du VIIIe siècle représentant Jésus et saint Pierre et saint Paul. L'abside contient également un reliquaire et un système de colonne similaires à celles du Panthéon à Rome.
De nombreux ajouts ont été faits au tempietto lors de projets de restauration multiples: celui de 1890-1894 installa une nouvelle pierre dans le sol de l'abside, des bancs dans les coins de la nef et un escalier sur le portique nord pour remplacer celui détruit dans les années 1730. La construction d'une autoroute a également contribué à la modification du temple.

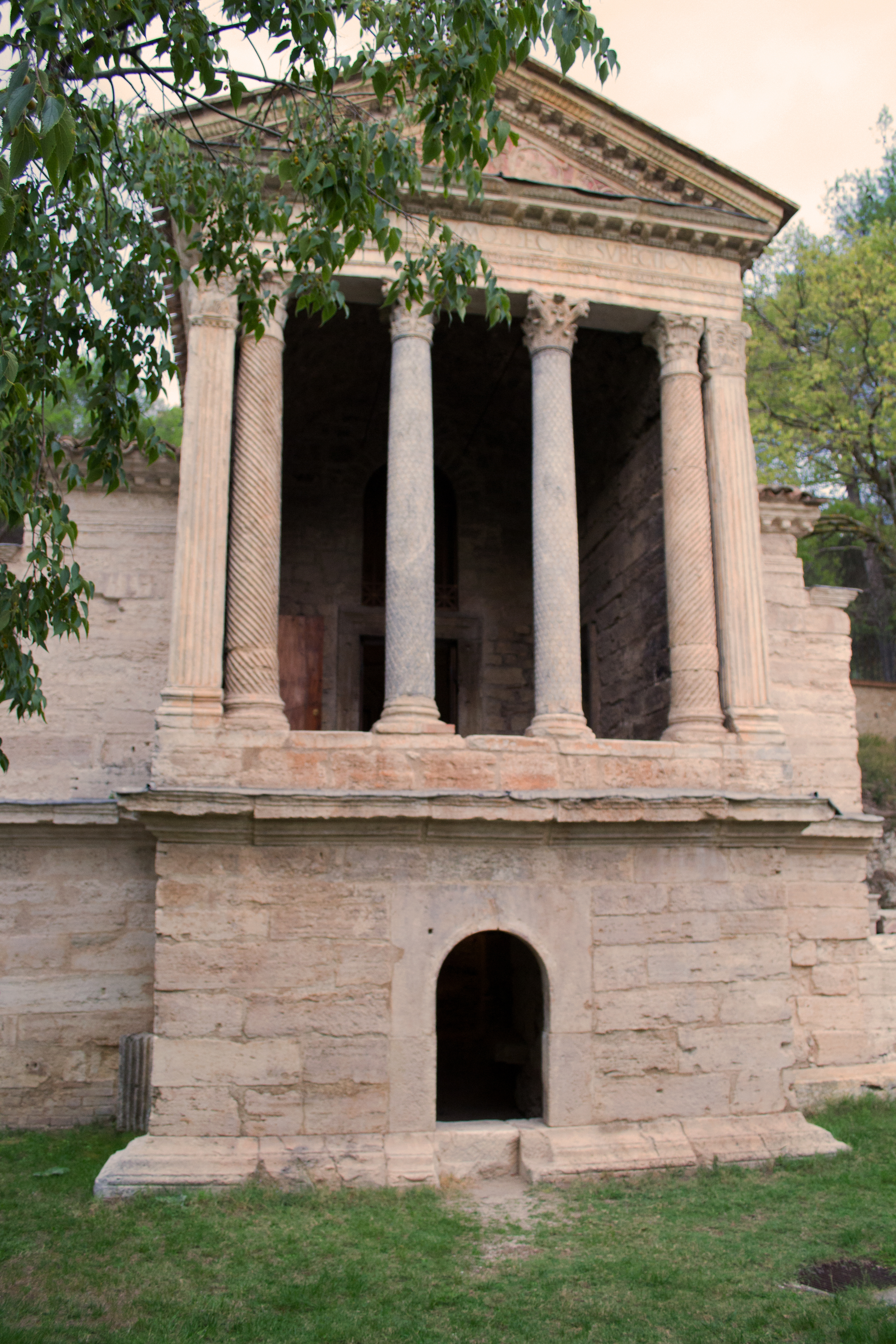
Vue de face
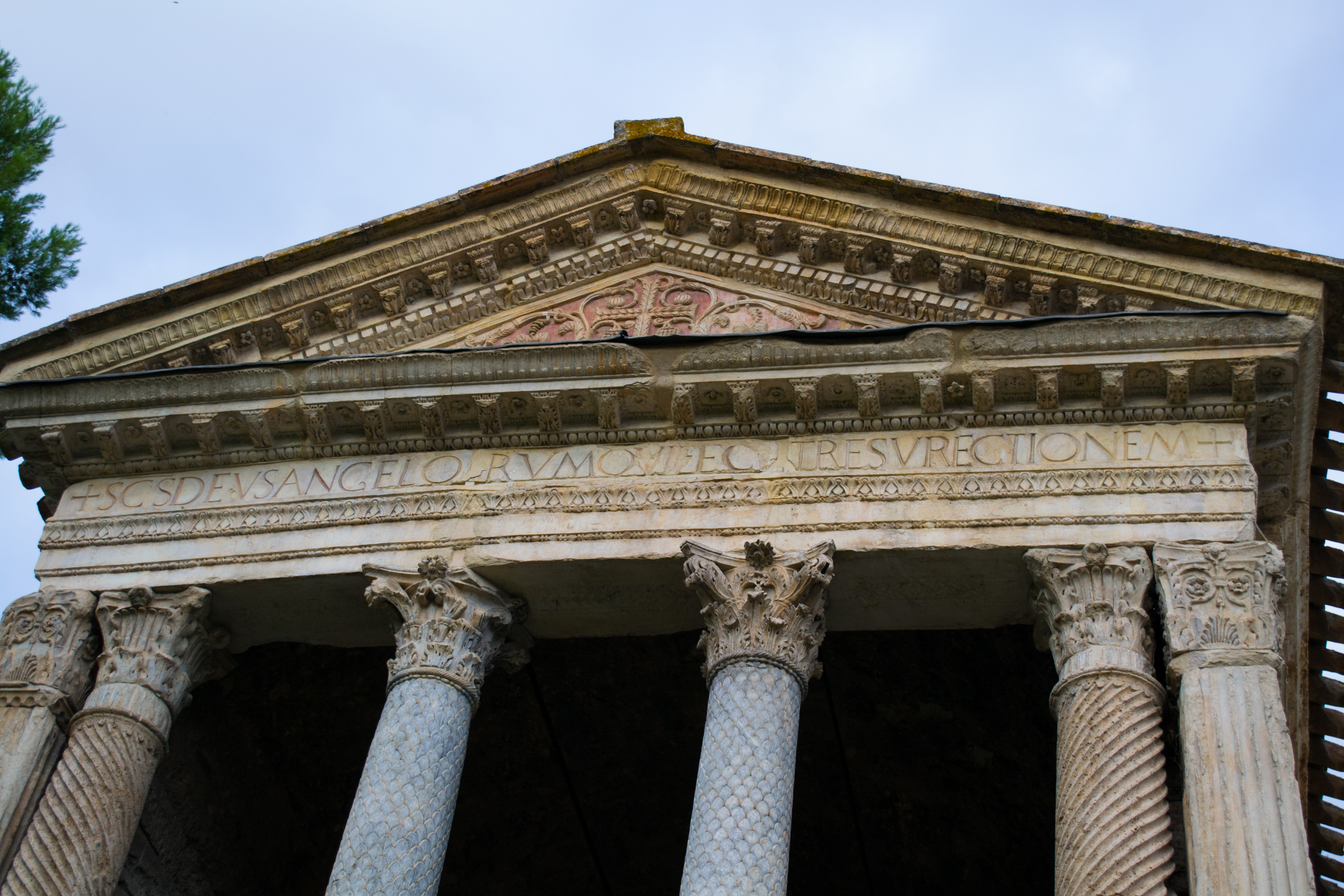
Inscription latine sur l'architrave
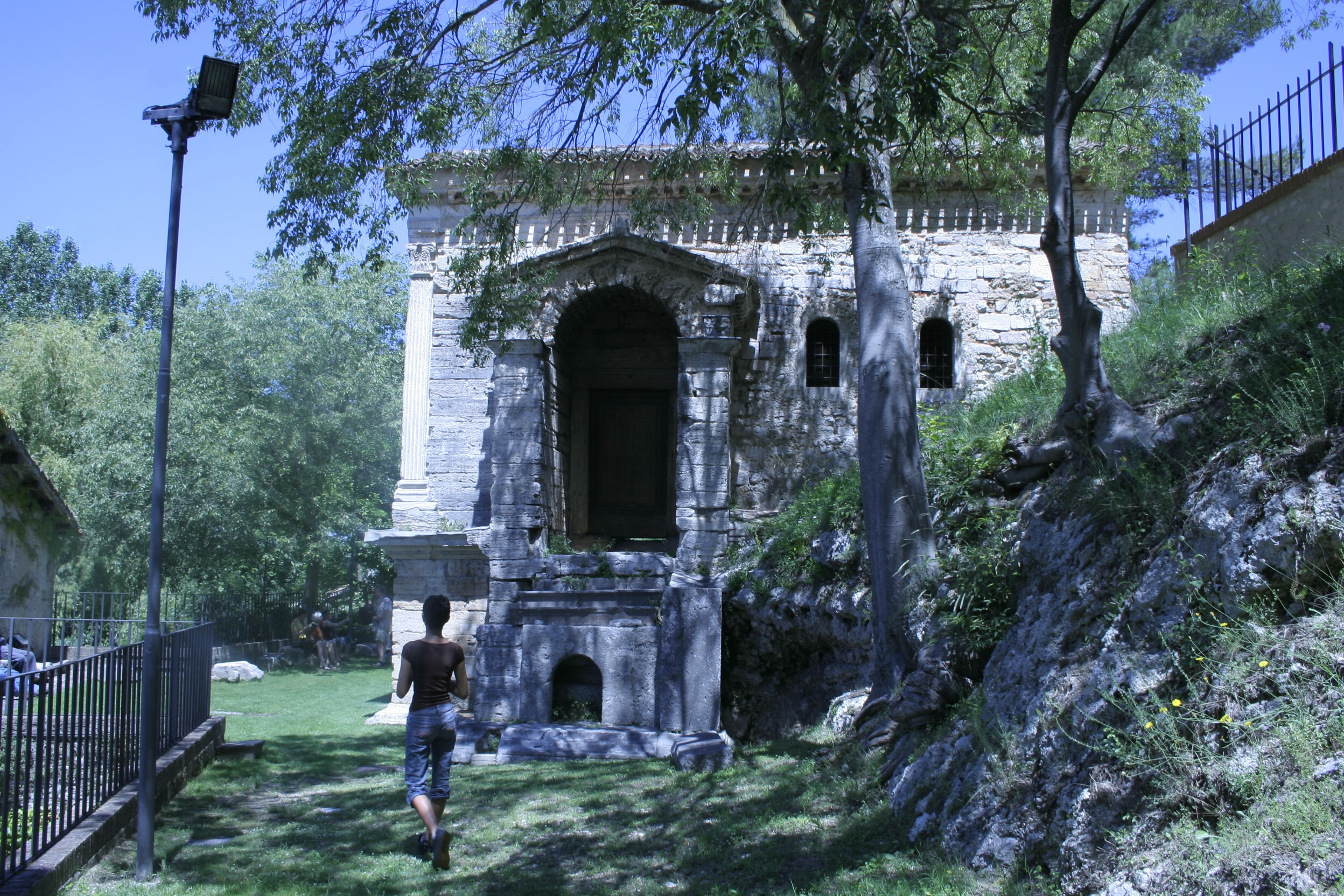
Vue latérale
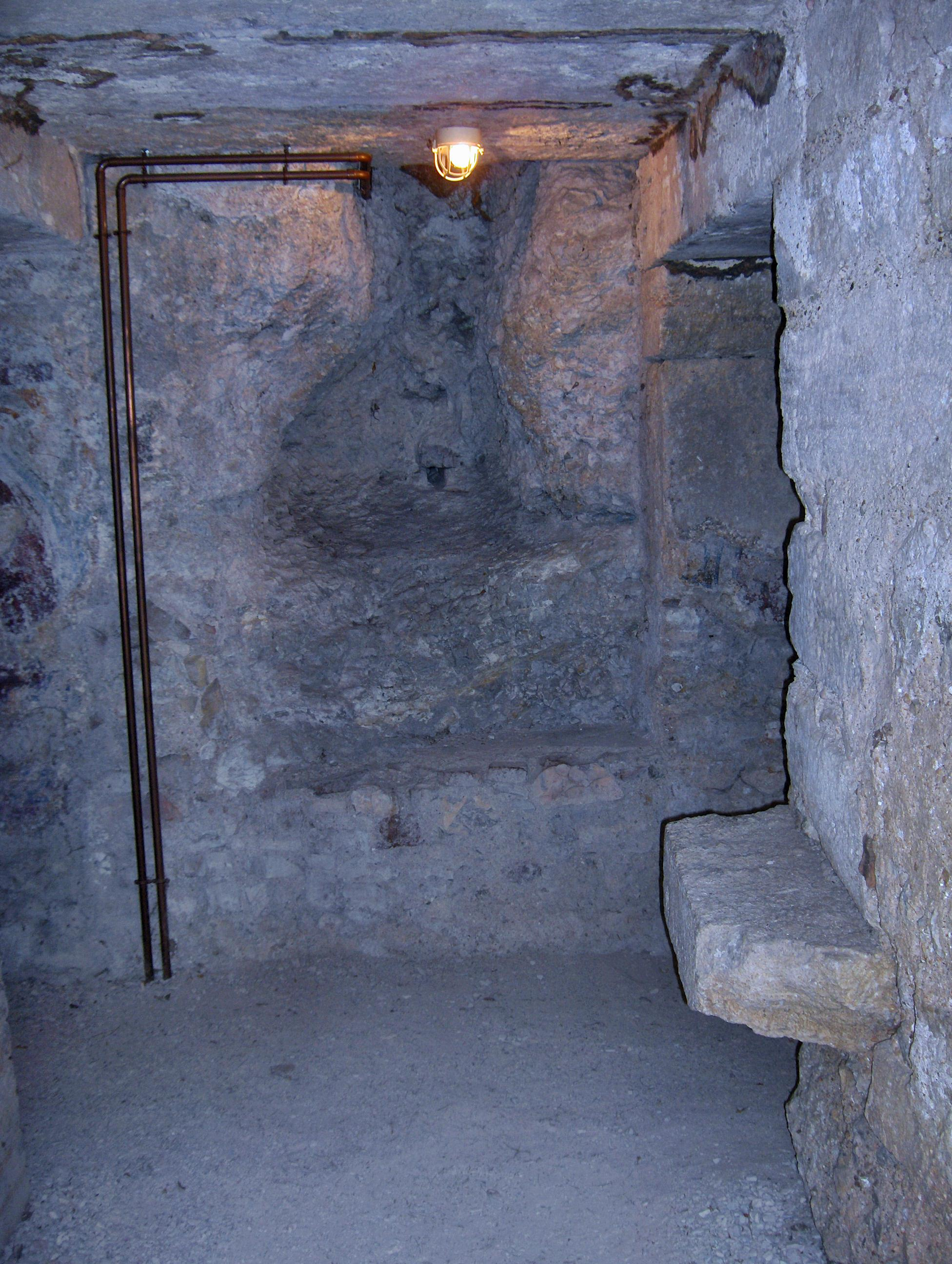
Intérieur
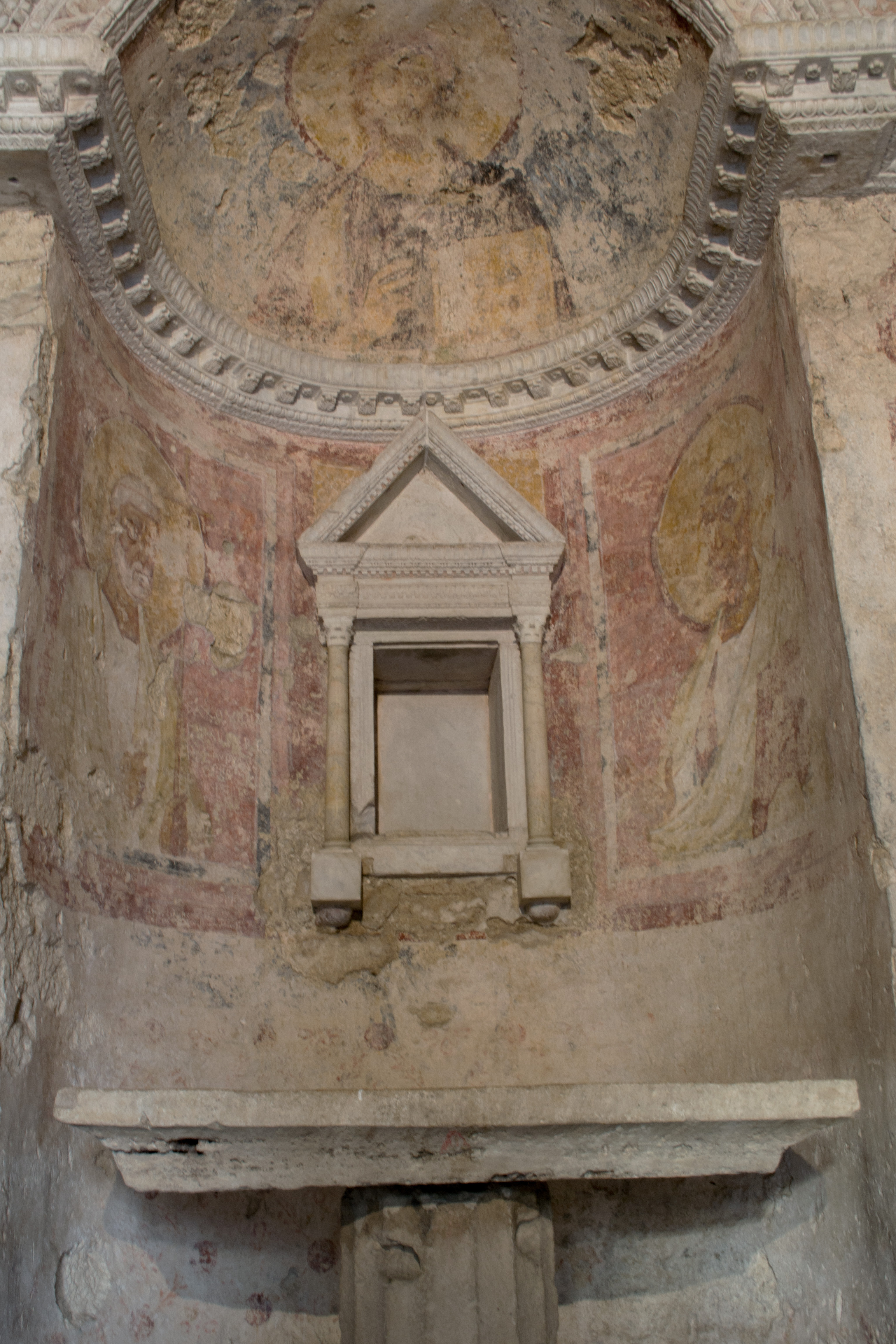
Abside (intérieur) et traces de fresques du VIIIe siècle
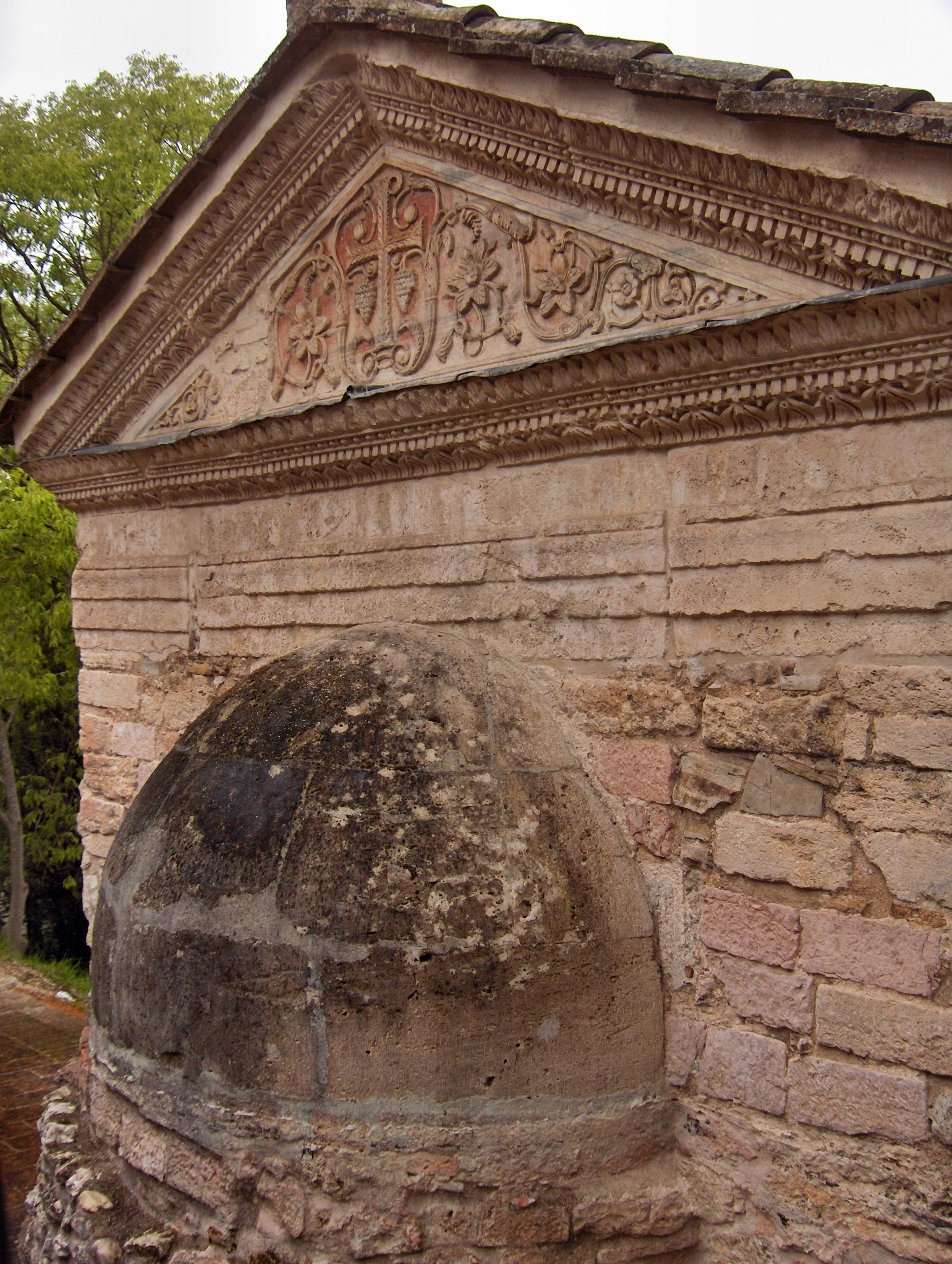
Abside (extérieur)